# Landtagswahlkreis Lahr
Der Wahlkreis Lahr (Wahlkreis 50) ist ein Landtagswahlkreis im Westen von Baden-Württemberg. Er umfasst die Gemeinden Ettenheim, Fischerbach, Friesenheim, Gutach (Schwarzwaldbahn), Haslach im Kinzigtal, Hausach, Hofstetten, Hornberg, Kappel-Grafenhausen, Kippenheim, Lahr/Schwarzwald, Mahlberg, Meißenheim, Mühlenbach, Oberwolfach, Ringsheim, Rust, Schuttertal, Schwanau, Seelbach, Steinach und Wolfach aus dem Ortenaukreis.
Die Grenzen der Landtagswahlkreise wurden nach der Kreisgebietsreform von 1973 zur Landtagswahl 1976 grundlegend neu zugeschnitten und seitdem nur punktuell geändert. Änderungen, die den Wahlkreis Lahr betrafen, gab es seitdem keine.

## Wahl 2021
Die Landtagswahl 2021 hatte folgendes Ergebnis:
| Direktkandidat     | Partei       | Stimmen in % | Landtagswahl 2016 Stimmen in % |
| ------------------ | ------------ | ------------ | ------------------------------ |
| Sandra Boser       | Grüne        | 33,1         | 30,7                           |
| Marion Gentges     | CDU          | 24,5         | 28,0                           |
| Johannes Erling    | AfD          | 10,0         | 15,0                           |
| Karl-Rainer Kopf   | SPD          | 10,4         | 13,0                           |
| Regina Sittler     | FDP          | 10,2         | 6,7                            |
| Reinhard Neudorfer | DIE LINKE    | 2,6          | 2,4                            |
| Axel Weniger       | ödp          | 0,7          | 0,8                            |
| Gina Furrer        | Die PARTEI   | 1,4          | –                              |
| Matthias Stulz     | Freie Wähler | 3,8          | –                              |
| Waldemar Held      | Bündnis C    | 0,6          | –                              |
| Ralph Herschlein   | dieBasis     | 1,2          | –                              |
| Sophie Richter     | KlimalisteBW | 0,8          | –                              |
| Herbert Kinzel     | WiR2020      | 0,6          | –                              |
| –                  | Sonstige     | –            | 3,4                            |

## Wahl 2016
Die Landtagswahl 2016 hatte folgendes Ergebnis:
| Direktkandidat     | Partei           | Stimmen in % | Landtagswahl 2011 Stimmen in % |
| ------------------ | ---------------- | ------------ | ------------------------------ |
| Sandra Boser       | Grüne            | 30,7         | 24,0                           |
| Marion Gentges     | CDU              | 28,0         | 41,4                           |
| Thomas Seitz       | AfD              | 15,0         | –                              |
| Karl-Rainer Kopf   | SPD              | 13,0         | 22,9                           |
| Matthias Kappis    | FDP              | 6,7          | 4,1                            |
| Lukas Oßwald       | DIE LINKE        | 2,4          | 3,1                            |
| Gabriele Legewie   | Tierschutzpartei | 1,1          | –                              |
| Helmut Mayer       | ALFA             | 0,9          | –                              |
| Andreas Wagner     | ödp              | 0,8          | 0,9                            |
| Marco Rosenthal    | Piraten          | 0,7          | 1,8                            |
| Hans-Peter Grebing | NPD              | 0,6          | 0,8                            |
| Karl Kölblin       | REP              | 0,2          | 1,0                            |

## Wahl 2011
Die Landtagswahl 2011 hatte folgendes Ergebnis:
| Direktkandidat    | Partei    | Stimmen in % | Landtagswahl 2006 Stimmen in % | Landtagswahl 2001 Stimmen in % |
| ----------------- | --------- | ------------ | ------------------------------ | ------------------------------ |
| Helmut Rau        | CDU       | 41,4         | 50,3                           | 49,8                           |
| Sandra Boser      | Grüne     | 24,0         | 09,2                           | 06,9                           |
| Karl-Rainer Kopf  | SPD       | 22,9         | 25,5                           | 33,9                           |
| Matthias Kappis   | FDP       | 04,1         | 08,6                           | 05,4                           |
| Lukas Oßwald      | DIE LINKE | 03,1         | WASG: 2,9                      | –                              |
| Thomas Kocanger   | Piraten   | 01,8         | –                              | –                              |
| Wolfgang Fieber   | REP       | 01,0         | 02,1                           | 02,6                           |
| Christoph Stocker | ödp       | 00,9         | 00,5                           | 00,7                           |
| Markus Leiber     | NPD       | 00,8         | –                              | –                              |
| –                 | Sonstige  | –            | 01,0                           | 00,6                           |

## Abgeordnete seit 1976
Bei den Landtagswahlen in Baden-Württemberg hat jeder Wähler nur eine Stimme, mit der sowohl der Direktkandidat als auch die Gesamtzahl der Sitze einer Partei im Landtag ermittelt werden. Dabei gibt es keine Landes- oder Bezirkslisten, stattdessen werden zur Herstellung des Verhältnisausgleichs unterlegenen Wahlkreisbewerbern Zweitmandate zugeteilt.
Den Wahlkreis Lahr vertraten seit 1976 folgende Abgeordnete im Landtag:
| Partei | Art des Mandats | Gewählte                                                                          |
| ------ | --------------- | --------------------------------------------------------------------------------- |
| CDU    | Erstmandat      | Karl Theodor Uhrig 1976, 1980, 1984, 1988 Helmut Rau 1992, 1996, 2001, 2006, 2011 |
| CDU    | Zweitmandat     | Marion Gentges 2016, 2021                                                         |
| Grüne  | Erstmandat      | Sandra Boser 2016, 2021                                                           |
| Grüne  | Zweitmandat     | Sandra Boser 2011                                                                 |
| SPD    | Zweitmandat     | Walter Caroli 1988, 1992, 1996, 2001                                              |